# Hoven Droven
Hoven Droven – szwedzka folk rockowa grupa muzyczna specjalizująca się w hardrockowych aranżacjach tradycyjnych szwedzkich melodii ludowych. Nazwa grupy może być przetłumaczona z języka jämtlandzkiego jako cokolwiek, trochę tego, trochę tamtego.

## Historia
Zespół powstał w 1989 roku w Östersund, w liceum Birka Folk High School. Początkowo angażowali się w różne muzyczne eksperymenty oparte na tradycyjnej szwedzkiej muzyce ludowej. Ich charakterystyczne brzmienie ukształtowało się w latach 1991–1994, wtedy nagrali swoją pierwszą kasetę magnetofonową, Modern Musik Från Förr.
W 1994 roku wydali pierwszą płytę CD, Hia Hia. Przed nagraniem kolejnej zaczęli intensywnie koncertować, również za granicą: w Norwegii, Danii, Belgii i na Wyspach Owczych. W 1996 roku wydali płytę Grov. Ich twórczością zainteresowała się amerykańska wytwórnia NorthSide, specjalizująca się w tradycyjnej muzyce nordyckiej, co zaowocowało wydaniem w 1997 roku płyty Groove, będącej kompilacją dwóch poprzednich albumów. Zespół nawiązał również współpracę ze Stefanem Sundströmem (piosenkarzem i autorem piosenek) oraz Sofią Sandén i Ulriką Bodén z zespołu Rosenbergs Sjua. Wspólnie wydali w 1999 albumu More Happy Moments With Hoven Droven.
Wiosną 2004 zespół rozpoczął współpracę ze szwedzką orkiestrą Dalasinfoniettan, z którą wyruszył na trasę koncertową. Jesienią tego samego roku Hoven Droven wydali płytę Turbo, będącą powrotem do rockowego brzmienia znanego z pierwszych albumów. Podczas trasy koncertowej, która nastąpiła po wydaniu płyty, zespół nagrał w Minneapolis album koncertowy Jumping At The Cedar, który został nominowany do nagrody Grammis, będącej szwedzkim odpowiednikiem Grammy.

## Skład zespołu

### Obecni członkowie
- Pedro Blom, gitara basowa
- Jens Comén, saksofon
- Kjell-Erik Eriksson, skrzypce
- Björn Höglund, bębny i perkusja
- Bosse Lindberg|Bosse „Bo” Lindberg, gitara

### Byli członkowie
- Gustav Hylén, trąbka, skrzydłówka
- Janne Strömstedt, keyboard

### Gościnne występy
- Ulrika Bodén, wokal
- Sofia Sandén, wokal
- Stefan Sundström, wokal[2]

## Dyskografia
- Hia-Hia (1994)
- Grov (1996)
- Groove (1997), kompilacja Hia Hia i Grov
- More Happy Moments with Hoven Droven (1999)
- Hippa (2001)
- Turbo (2004)
- Jumping at the Cedar (2006), album koncertowy
- Rost (2011)